# Голубоглазка горная
Голубогла́зка го́рная, или Сизири́нхий горный (лат. Sisyrínchium montánum) — многолетнее травянистое растение; вид рода Голубоглазка семейства Ирисовые.

## Ботаническое описание
Высота растений — 10—20 см.
Листья узкие, зелёные.

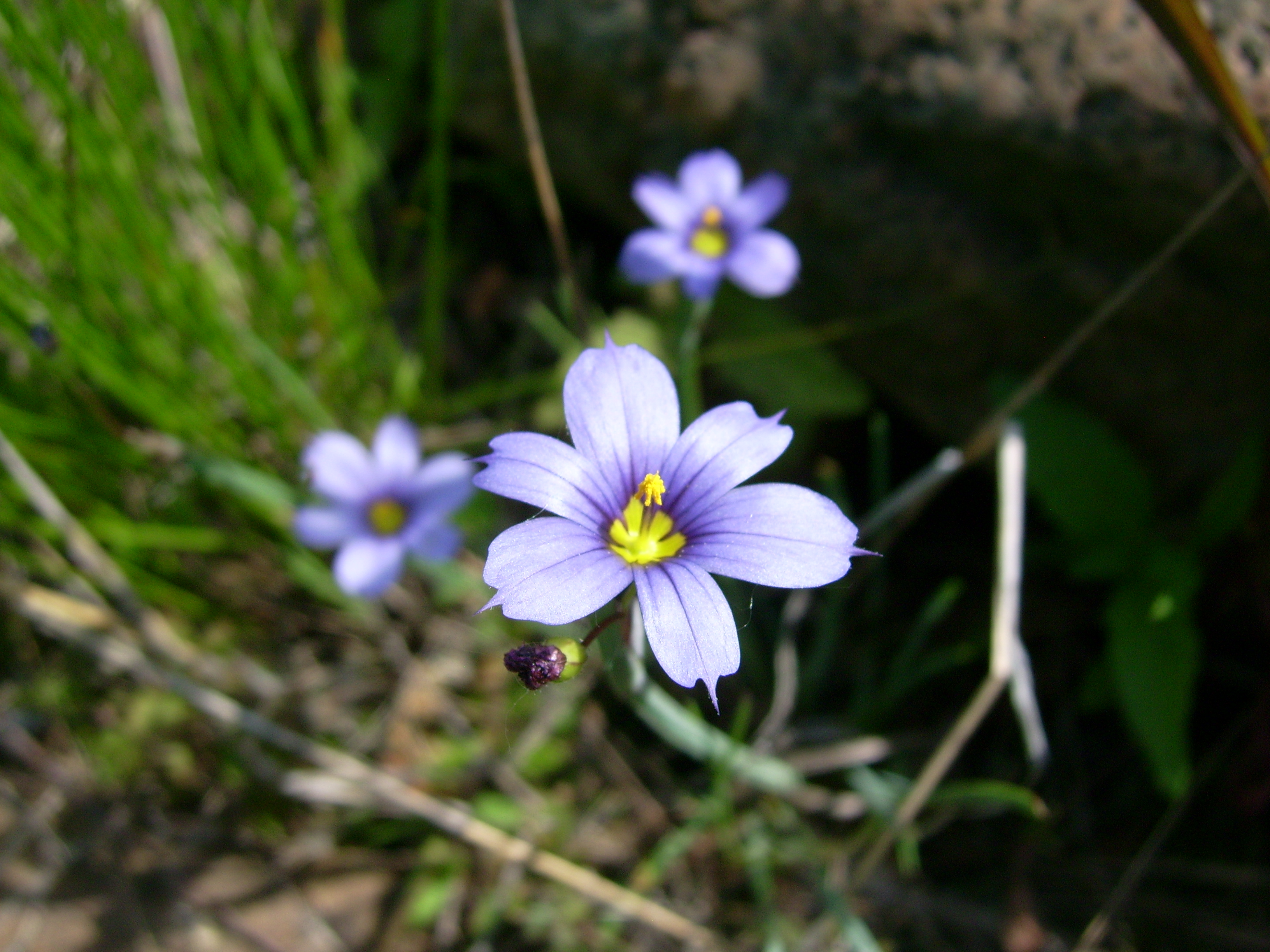
Цветок

Цветки сине-фиолетовые с жёлто-оранжевым центром, диаметром 14—20 мм.
В соцветии — от одного до шести цветков. Продолжительность цветения цветка — один день.
Пик цветения — в мае — июне.

## Распространение
Северная Америка (США, Канада). Заносный вид в Западной Европе, Австралии, европейской части России и в Забайкалье.
Встречается в разнообразных биотопах.

## В культуре
В культуре в России с 1808 г.
Светолюбивое растение. К составу почвы не требовательно. Зимует без укрытия.
Используется в групповых посадках, бордюрах и рокариях.